# Julius Eckmayer
Julius Albert Emil Eckmayer, beim Film als Julius Eckhoff, (* 16. November 1885 in Wien, Österreich-Ungarn; † 14. Februar 1952 in Berlin-Wittenau) war ein österreichischer Bühnen- und Filmschauspieler.

## Leben und Wirken
Julius Eckmayer erhielt in der Spielzeit 1908/09 sein erstes Festengagement, das ihn an das Stuttgarter Residenztheater führte. Es folgten Verpflichtungen an Spielstätten ins österreichisch-ungarische Troppau (1909/10) und nach Wien. Hier war er von 1910 bis 1912 an der Residenzbühne unter der Leitung von Julius Strobl zu sehen und spielte Nebenrollen in Stücken wie „Was jede Frau weiß“ (1910, an der Seite von Rudolf Forster), „Das Prinzchen“ und „Die goldene Schüssel“ (beide 1911). 1912 traf Eckmayer schließlich erstmals in Berlin ein, um eine Festanstellung am dortigen Komödienhaus anzutreten. Dort blieb er jedoch nur eine Spielzeit und ließ sich für die kommende Saison an das Hof- und Nationaltheater in Mannheim verpflichten. Den gesamten Ersten Weltkrieg verbrachte Julius Eckmayer als Ensemblemitglied des Kleinen Theaters in Hamburg. Nach Kriegsende kehrte er nach Wien zurück und trat 1919/20 an den dortigen Vereinigten Volksbühnen auf. 1921 folgte er einer Verpflichtung nach Mährisch-Ostrau, wo Eckmayer in der kommenden Saison am dortigen deutschen Theater erstmals auch Bühnenregie führen durfte. In späteren Jahren band er sich kaum mehr fest an ein Haus und arbeitete weitgehend freiberuflich.
Vor die Kamera trat Eckmayer erst spät, mit Anbruch der Tonfilmzeit (Debüt in Fritz Langs Meisterwerk M), und nannte sich nunmehr Julius Eckhoff. Er spielte bis kurz vor Kriegsende 1945 Chargen aller Arten: einen Clown in dem berühmten Artisten- und Zirkusfilm Truxa, einen Kläger in Kleines Bezirksgericht, einen französischen Soldaten in Luis Trenkers Befreiungskriegsdrama Der Feuerteufel, einen Spieler an der Seite von Zarah Leander in dem Melodram Der Weg ins Freie, einen Schmuggler in Heimaterde, einen Saboteur in dem antisowjetischen Propagandafilm GPU und einen Gemeindediener in seinem letzten Film, dem 1943 entstandenen und 1947 uraufgeführten Melodram Jugendliebe. Eckhoff stand 1944 in der Gottbegnadeten-Liste des Reichsministeriums für Volksaufklärung und Propaganda.
Nach Kriegsende 1945 war Julius Eckhoff/Eckmayer nicht mehr aktiv. Bei zunehmender geistiger Verwirrung wurde er in die Heilstätten von Berlin-Wittenau eingeliefert, wo der einstige Schauspieler Mitte Februar 1952 66-jährig verstarb.

## Filmografie
- 1931: M
- 1932: Der Feldherrnhügel
- 1932: Liebe in Uniform
- 1936: Truxa
- 1938: Kleines Bezirksgericht
- 1939: Der Feuerteufel
- 1941: Der Weg ins Freie
- 1941: Heimaterde
- 1942: GPU
- 1943/47: Jugendliebe